# フィリップ・ムラデノヴィッチ
フィリップ・ムラデノヴィッチ（Filip Mladenović 、1991年8月15日 - ）は、セルビア・チャチャク出身のプロサッカー選手。セルビア代表。パナシナイコスFC所属。ポジションはDF、MF。

## 経歴

### セルビア時代
地元クラブのセルビア・スーペルリーガに属するFKボラツ・チャチャクでキャリアをスタート。2011年12月、同リーグのレッドスター・ベオグラードと4年契約を結んだ。2013-2013シーズン、レッドスターは財政難に見舞われ選手・スタッフへの給料支払いが滞った。このような状況ではあったが、ムラデノヴィッチはリカルド・サ・ピント監督の下で左サイドバックのレギュラーを獲得。監督はムラデノヴィッチを「ファビオ・コエントランのようだ」と評した。2013年10月、ムラデノヴィッチはセルビアサッカー協会を交えクラブと話し合い、双方合意の上で契約解除に至った。

### BATEボリソフ
2014年1月、FC BATEボリソフと3年契約を結んだと報じられた。ベラルーシ・スーパーカップ決勝戦のFCミンスク戦で移籍後初出場。この試合で決めた同クラブでの初ゴールが決勝戦になり優勝を果たした。
2015年9月に開催されたチャンピオンズリーググループE・ASローマ戦で2得点を挙げ、UEFA公式サイトで"チーム・オブ・ザ・ウィーク"に選出された。
リーグ戦では47試合に出場し4得点10アシストを記録、左サイドの主力選手としてリーグ2連覇に貢献した。

### 1.FCケルン
2016年1月、ドイツ・ブンデスリーガ1部に属する1.FCケルンと3年半の契約を結んだ。支払われた違約金は150万ユーロ。

### スタンダール・リエージュ
2017年1月にジュピラー・プロ・リーグのスタンダール・リエージュに移籍した。

### レギア・ワルシャワ
2020年7月1日、レギア・ワルシャワに3年契約で移籍した。

### パナシナイコス
2023年6月12日、パナシナイコスFCに2年契約で移籍した。

### 代表
2012年5月のフランス戦でセルビア代表初キャップ。2015年11月以降定期的に代表に招集されるようになり、2018W杯・欧州予選にも出場した。

## 代表歴

### 出場大会
- セルビア代表
  - 2022 FIFAワールドカップ

### 試合数
- 国際Aマッチ 29試合 1得点（2012年-）[14]

| セルビア代表 | 国際Aマッチ | 国際Aマッチ |
| 年           | 出場        | 得点        |
| ------------ | ----------- | ----------- |
| 2012         | 1           | 0           |
| 2013         | 0           | 0           |
| 2014         | 0           | 0           |
| 2015         | 0           | 0           |
| 2016         | 5           | 0           |
| 2017         | 0           | 0           |
| 2018         | 0           | 0           |
| 2019         | 4           | 0           |
| 2020         | 5           | 1           |
| 2021         | 3           | 0           |
| 2022         | 3           | 0           |
| 2023         | 8           | 0           |
| 2024         |             |             |
| 通算         | 29          | 1           |

## タイトル

### クラブ
レッドスター・ベオグラード
- セルビア・スーペルリーガ 準優勝（2回）：2011-12、2012-13
- セルビア・カップ 優勝（1回）：2011-12

BATEボリソフ
- ベラルーシ・プレミアリーグ 優勝（2回）：2014、2015
- ベラルーシ・カップ 優勝（1回）：2014-15
- ベラルーシ・スーパーカップ 優勝（2回）：2014、2015

レヒア・グダニスク
- ポーランド・カップ 優勝（1回）：2019

レギア・ワルシャワ
- エクストラクラサ 優勝（1回）：2020-21
- ポーランド・カップ 優勝（1回）：2022-23